# Международный сад мира
Эта статья — о ботаническом и скульптурном саде на границе Канады и США. О ботаническом саде Юты (США) см. Международные сады мира.
Международный сад мира (англ. International Peace Garden) — ботанический и скульптурный парк, расположенный на границе Канады и США. Административно разделён между американским штатом Северная Дакота и канадской провинцией Манитоба.

## Описание
Парк площадью 946 гектар был открыт 14 июля 1932 года как символ мирных взаимоотношений двух наций. В парке каждый год высаживают около 155 000 цветов.
Каждое лето в парке проходят два события: International Music и Legion Athletic. Чуть восточнее Международного сада мира (на американской стороне) расположен одноимённый аэропорт.
Добраться до парка можно по автодороге US 281 (с американской стороны) или по шоссе 10 (с канадской стороны); ближайший город с американской стороны — Дансит, с канадской — Буассевен. Международный сад мира почти вплотную граничит с провинциальным парком «Черепашья Гора» (Канада). Посетители парка, как американцы, так и канадцы, с какой бы стороны они ни въехали в парк, не проходят таможню и могут свободно передвигаться по парку, пересекая государственную границу без всяких ограничений. Парк работает круглосуточно.
В 1956 году надпись «Штат Сада мира» (англ. Peace Garden State) была добавлена на автомобильные номера Северной Дакоты, а в следующем году Законодательное собрание Северной Дакоты утвердило это прозвище как официальное для штата.

### Достопримечательности
- Цветочные часы диаметром 5,5 метров и состоящие из 2000—2500 растений[1] (дизайн обновляется ежегодно). Эти часы в 1966 году установила швейцарская компания Bulova, но в 2005 году они были заменены на часы американской компании из Сент-Луиса[2].
- Карильон с 14 колоколами[2] производства компании Gillett & Johnston[англ.] — подарок парку от Центральной объединённой церкви Брандона, сделанный в 1972 году.
- Обломки башен Всемирного торгового центра, уничтоженного террористами 11 сентября 2001 года.
- Четыре бетонные башни-близнеца высотой по 37 метров с капеллой, на которой написаны известные цитаты о мире, между ними. Эти монументы, каждый весом по 5,5 тонн, были установлены в 1982 году[2]. Из-за отсутствия должного ухода в 2015 году эти башни были признаны небезопасными и закрыты для подхода, возможно, они будут снесены. Правительство Северной Дакоты выделило на эту цель 200 000 долларов, снос назначен на июнь 2017 года[1].
- Музей North American Game Warden Museum[англ.][6].

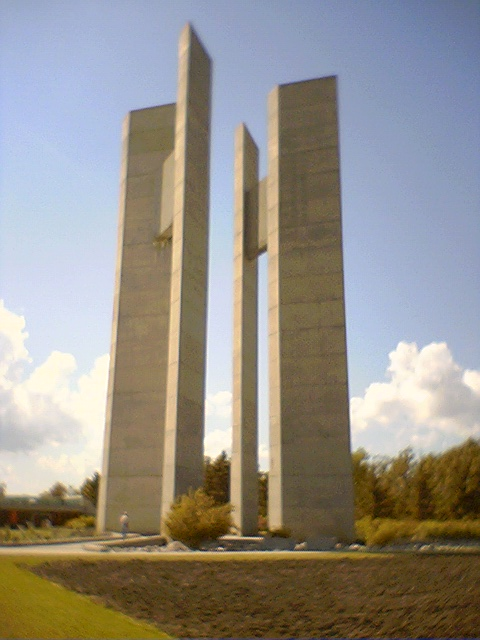
37-метровые бетонные башни-близнецы…
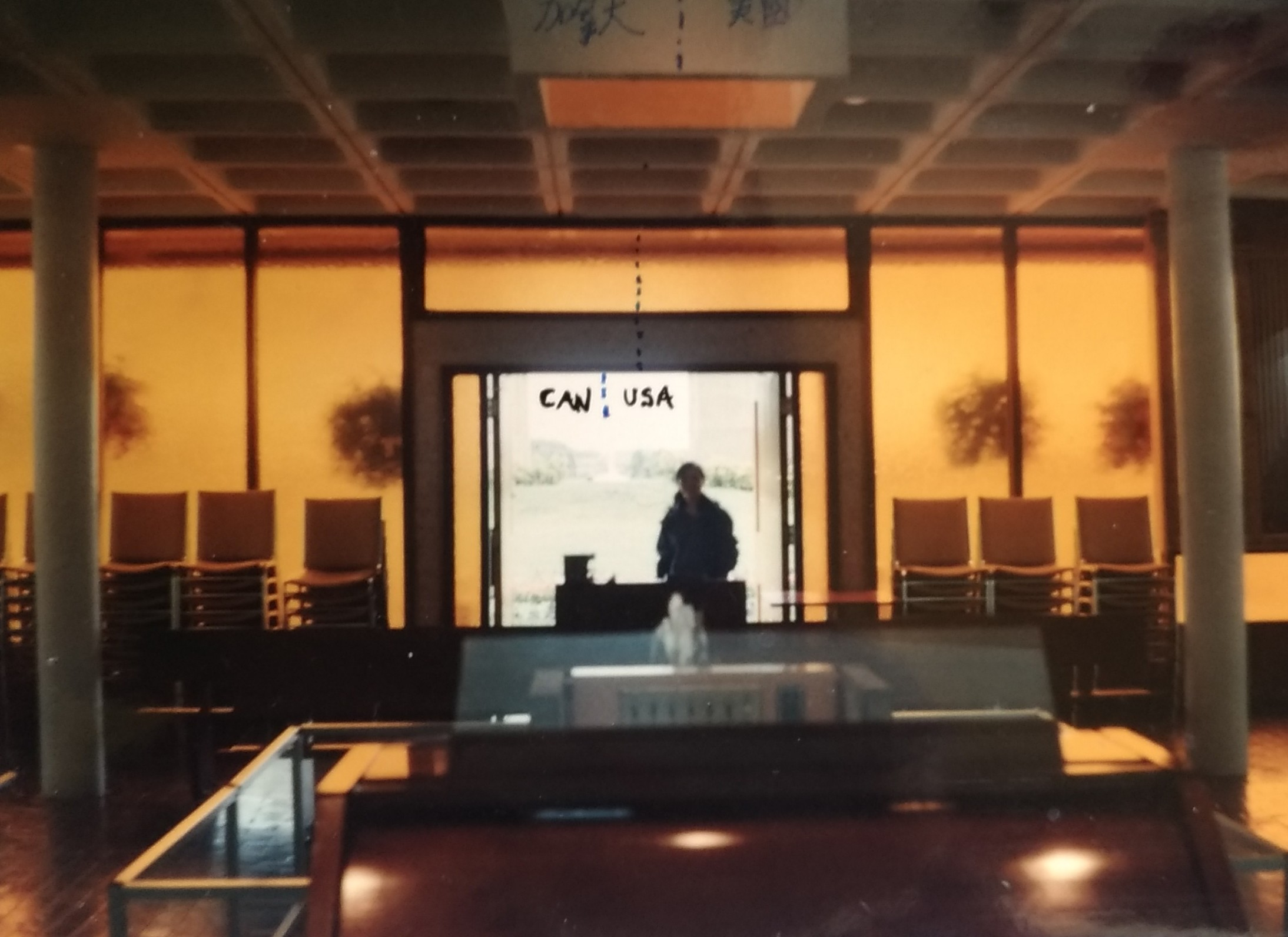
…и капелла между ними
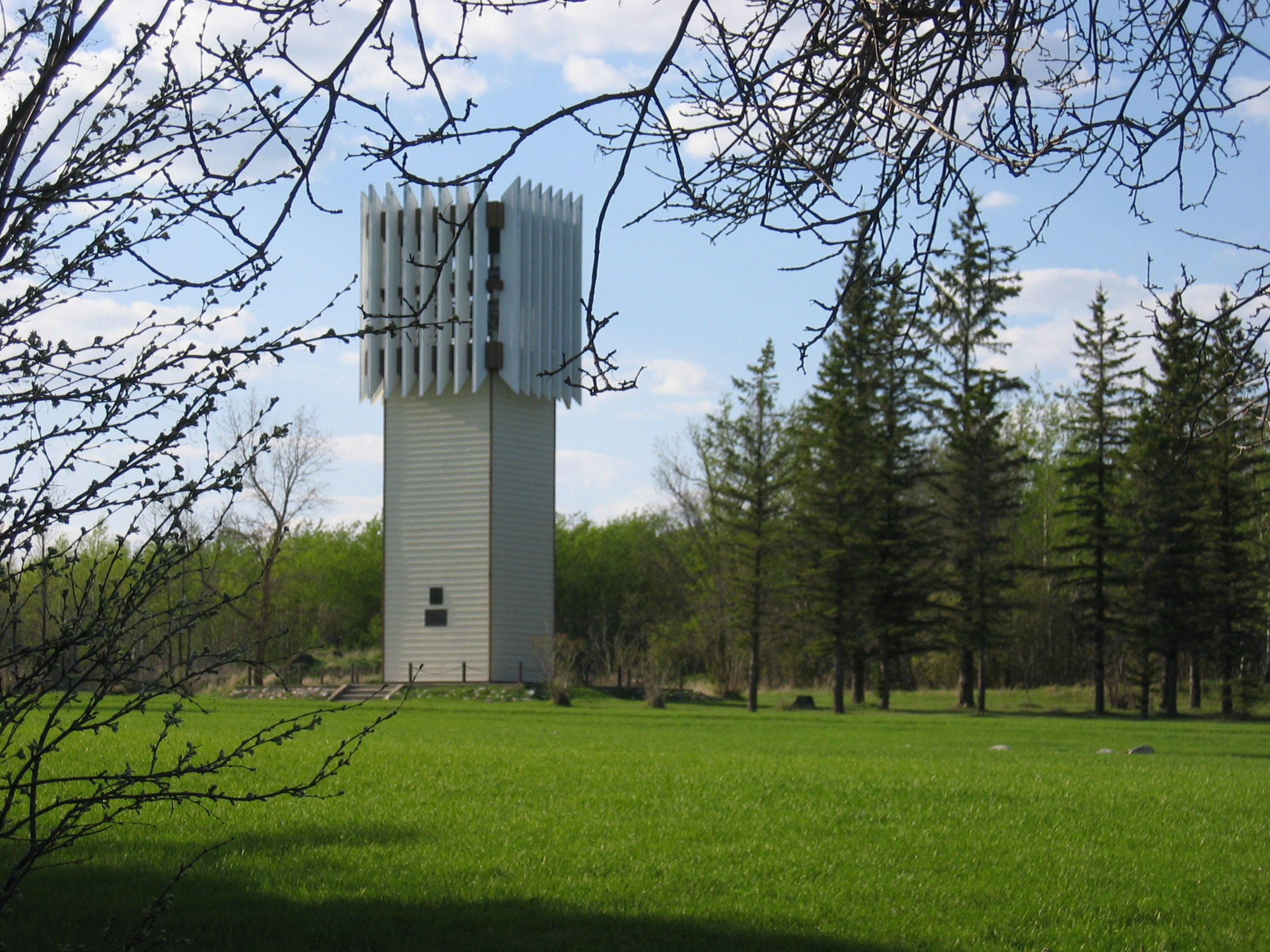
Карильон
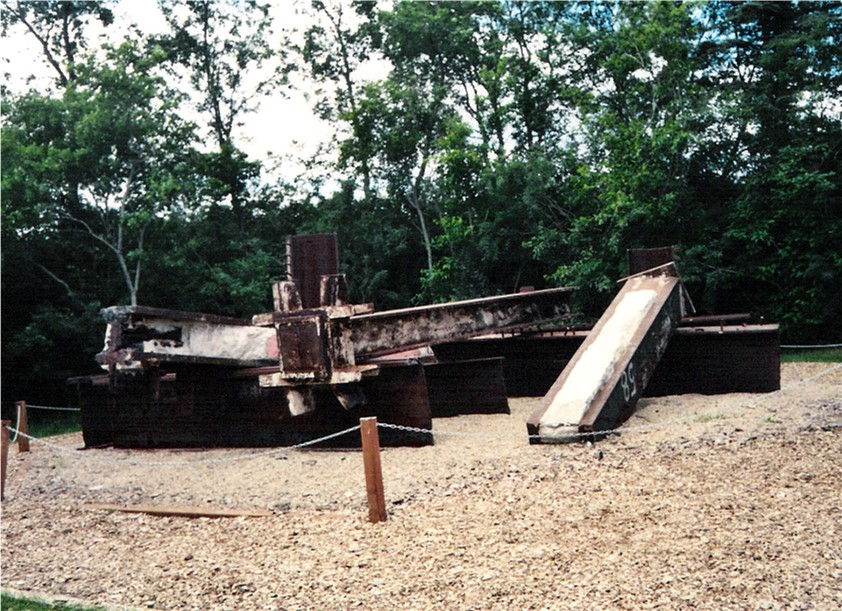
Обломки башен Всемирного торгового центра